# گابریلا موسکاوا
گابریلا موسکاوا (لهستانی: Gabriela Muskała؛ زادهٔ ۱۱ ژوئن ۱۹۶۹) بازیگر اهل لهستان است.
از فیلم‌ها یا مجموعه‌های تلویزیونی که وی در آن‌ها نقش داشته‌است، می‌توان به فوگ، شش نفر، این دختران من، محکوم، خون از خون، صفر، لندنی‌ها، قانون حقیقی، لجن‌زار و یانوشیک: روایتی واقعی اشاره نمود.